# Jiří Doležal (1963)
Jiří Doležal (* 22. září 1963, Velké Popovice) je český hokejový trenér a bývalý útočník.

## Hráčská kariéra
V nejvyšší soutěži hrál za oba pražské kluby, tedy za Spartu i Slavii. V dresu Sparty získal v roce 1990 mistrovský titul. Československo a později Českou republiku reprezentoval 6x na MS a 2x na ZOH (tj. 1988 – Calgary, Kanada; 1994 – Lillehammer, Norsko). Je držitelem 4 bronzových medailí z MS.

## Trenérská kariéra
Po skončení hráčské kariéry začal pracovat jako trenér. V první lize byl v sezoně 2010/2011 asistentem Richarda Žemličky u týmu HC Beroun, v části ročníku 2011/2012 ho vedl jako hlavní kouč. V prosinci 2011 byl však od týmu odvolán, následně 22. března 2012 převzal trenérský post u týmu Piráti Chomutov, kde v probíhajícím semifinále play off nahradil odvolaného Václava Sýkoru. Týmu se pod jeho vedením podařilo v semifinále nakonec vyřadit HC Olomouc 4:3 na utkání, stejným poměrem pak mužstvo přehrálo i vítěze základní části HC Ústí nad Labem. V baráži se mužstvo setkalo s BK Mladá Boleslav, kterou rovněž porazilo 4:3 na zápasy a slavilo postup do české nejvyšší soutěže.
V Chomutově zahájil premiérovou extraligovou sezonu, ve které chomutovský tým pod jeho vedením dosahoval především v 1/4 soutěže výborných výsledků. Následně však nastal herní útlum a propad tabulkou. V momentě, kdy tým opustil postupovou desítku, se vedení rozhodlo Doležala z funkce hlavního trenéra odvolat. Jeho místo obsadil dosavadní asistent Mikuláš Antonik. Na konci ledna roku 2013 byl jmenován hlavním trenérem týmu SK Kadaň, neboť dosavadní kouč Jiří Čelanský se přesunul do Chomutova, kde má zachránit extraligovou příslušnost týmu, který z počátku sezony vedl právě Doležal.
Od května 2013 byl trenérem prvoligového klubu HC Stadion Litoměřice. Roku 2021 se stal trenérem dorostu v klubu HC Kobra Praha a posléze i asistentem trenéra mužského týmu Kober.

## Ocenění a úspěchy
- 1990 ČSHL – All-Star Tým

## Klubová statistika
| Sezóna        | Klub                | Soutěž        |     | Základní část | Základní část | Základní část | Základní část | Základní část |    | Play off | Play off | Play off | Play off | Play off |
| Sezóna        | Klub                | Soutěž        | Z   | G             | A             | B             | TM            | Z             | G  | A        | B        | TM       |          |          |
| 1983-84       | TS Topoľčany        | 1.ČSHL        | —   | —             | —             | —             | —             | —             | —  | —        | —        | —        |          |          |
| 1984-85       | TJ Sparta ČKD Praha | ČSHL          | 43  | 17            | 7             | 24            | 8             | —             | —  | —        | —        | —        |          |          |
| 1985-86       | TJ Sparta ČKD Praha | ČSHL          | 23  | 8             | 3             | 11            | 4             | —             | —  | —        | —        | —        |          |          |
| 1986-87       | TJ Sparta ČKD Praha | ČSHL          | 32  | 16            | 12            | 28            | 24            | 6             | 3  | 3        | 6        | —        |          |          |
| 1987-88       | TJ Sparta ČKD Praha | ČSHL          | 47  | 23            | 11            | 34            | 42            | —             | —  | —        | —        | —        |          |          |
| 1988-89       | TJ Sparta ČKD Praha | ČSHL          | 34  | 18            | 14            | 32            | 66            | 11            | 6  | 4        | 10       | —        |          |          |
| 1989-90       | TJ Sparta ČKD Praha | ČSHL          | 54  | 35            | 34            | 69            | 54            | —             | —  | —        | —        | —        |          |          |
| 1990-91       | JyP HT              | SM-l          | 44  | 19            | 29            | 48            | 12            | 7             | 3  | 4        | 7        | 4        |          |          |
| 1991-92       | JyP HT              | SM-l          | 42  | 21            | 19            | 40            | 14            | 10            | 0  | 4        | 4        | 12       |          |          |
| 1992-93       | JyP HT              | SM-l          | 42  | 11            | 18            | 29            | 12            | 10            | 0  | 1        | 1        | 4        |          |          |
| 1993-94       | EHC 80 Nürnberg     | 2. BL         | 43  | 36            | 43            | 79            | 29            | 9             | 10 | 1        | 11       | 4        |          |          |
| 1994-95       | EHC 80 Nürnberg     | DEL           | 40  | 27            | 34            | 61            | 57            | 5             | 1  | 1        | 2        | 6        |          |          |
| 1995-96       | Nürnberg Ice Tigers | DEL           | 47  | 20            | 30            | 50            | 22            | 5             | 3  | 1        | 4        | 6        |          |          |
| 1996-97       | HC Slavia Praha     | ČHL           | 41  | 12            | 14            | 26            | 20            | 3             | 1  | 1        | 2        | 0        |          |          |
| 1997-98       | HC Slavia Praha     | ČHL           | 45  | 12            | 16            | 28            | 22            | 3             | 2  | 2        | 4        | 4        |          |          |
| 1998-99       | HC Slavia Praha     | ČHL           | 44  | 10            | 16            | 26            | 26            | —             | —  | —        | —        | —        |          |          |
| 1999-00       | HC Slavia Praha     | ČHL           | 38  | 5             | 10            | 15            | 12            | —             | —  | —        | —        | —        |          |          |
| Celkem v DEL  | Celkem v DEL        | Celkem v DEL  | 87  | 47            | 64            | 111           | 79            | 10            | 4  | 2        | 6        | 12       |          |          |
| Celkem v SM-l | Celkem v SM-l       | Celkem v SM-l | 128 | 51            | 66            | 117           | 38            | 27            | 3  | 9        | 12       | 20       |          |          |

## Reprezentace
| Rok                       | Tým                       | Soutěž                    | Z  | G  | A  | B  | TM |
| ------------------------- | ------------------------- | ------------------------- | -- | -- | -- | -- | -- |
| 1987                      | Československo            | MS                        | 6  | 0  | 1  | 1  | 4  |
| 1987                      | Československo            | KP                        | 9  | 1  | 2  | 3  | 6  |
| 1988                      | Československo            | OH                        | 6  | 0  | 2  | 2  | 2  |
| 1989                      | Československo            | MS                        | 10 | 3  | 2  | 5  | 4  |
| 1990                      | Československo            | MS                        | 10 | 5  | 0  | 5  | 6  |
| 1991                      | Československo            | MS                        | 10 | 3  | 3  | 6  | 10 |
| 1993                      | Česko                     | MS                        | 8  | 5  | 1  | 6  | 4  |
| 1994                      | Česko                     | OH                        | 8  | 3  | 1  | 4  | 6  |
| 1994                      | Česko                     | MS                        | 6  | 2  | 1  | 3  | 10 |
| Seniorská kariéra celkově | Seniorská kariéra celkově | Seniorská kariéra celkově | 73 | 22 | 13 | 35 | 52 |